# Prudentópolis Futebol Clube
O Prudentópolis Futebol Clube é um clube de futebol brasileiro da cidade de Prudentópolis, no Paraná. Suas cores são o Azul, Verde e o Branco, a equipe manda seus jogos no Estádio Newton Agibert, com capacidade para 5.000 pessoas. Até fevereiro de 2013, chamava-se Serrano Centro-Sul Futebol Clube.

## História
Foi campeão do Terceira Divisão Paranaense de 2008 ao vencer o São José, e foi promovido para Divisão de Acesso do Estadual de 2009 onde, com uma ótima campanha, conquistou o título e também garantiu sua presença na elite do futebol paranaense. Com isso, a equipe de Prudentópolis disputou Recopa Sul-Brasileira de 2009, onde acabou ficando em segundo lugar ao ser derrotado pelo Joinville pelo placar de 3 a 2.
Em 2010, o ano não começou bem para o Serrano. Com um futebol bem abaixo do mostrado anos antes a equipe acabou não fazendo boas apresentações e terminou rebaixado. Prejudicado por alguns patrocinadores que agiram de má-fé, o futebol do Serrano não atingiu as expectativas.
Surpreendendo as expectativas, o Serrano começou muito bem o campeonato, com uma vitória fora de casa na estreia seguido de um surpreendente empate dentro de casa com o favorito Londrina no segundo jogo e mais uma vitória na terceira rodada contra o Nacional-PR em casa. As boas apresentações do Serrano duraram até a antepenúltima rodada do primeiro turno quando o time cometeu seguintes vacilos e acabou terminando o 1º turno na 3ª posição. Já no começo do 2º turno o time foi perdendo o entusiasmo e uma crise interna acabou estabelecida que acabou culminando na demissão do técnico Edson Paulista e a dispensa de alguns jogadores como o meia Natan (titular da equipe até então) após uma derrota vergonhosa em casa na qual o Serrano vencia o Iguaçu e acabou levando a virada. Nas últimas rodadas o Serrano já havia mandado embora o técnico e a maioria dos jogadores titulares restando apenas alguns jovens da categoria de base que representaram o Serrano nas últimas rodadas do campeonato. Uma tarde de domingo na qual chovia muito e o campo quase não apresentava condições para uma partida de futebol ocorreu a última rodada do campeonato. O Toledo curiosamente buscava um empate para garantir o acesso já que um possível título do 2º turno o levaria a disputa de um quadrangular final onde a vaga não era garantida. Serrano não teve forças para buscar a vitória e o Toledo muito satisfeito com o empate não buscou o gol em momento algum na partida e o jogo terminou 0 a 0. A equipe do Toledo já comemorava o acesso e a vice-colocação no 2º turno quando o Londrina levou um gol nos acréscimos jogando no Estádio do Café e a euforia e o contentamento dos jogadores transformou-se em revolta. Algumas semanas depois o time do Foz De Iguaçu (classificado para o quadrangular final) foi punido com a perda de 6 pontos no campeonato pela escalação de um jogador irregular. o Nacional-PR subiu á 4ª colocação e com 28 pontos garantiu a vaga no quadrangular final. O Serrano terminou na 5ª colocação com 27 pontos.
Em 2012, participou da Divisão de Acesso, terminando na 6ª colocação, com 5 vitórias, 6 empates e 7 derrotas. Já em 2013 no dia 28 de fevereiro, o clube mudou o nome de Serrano Centro-Sul Futebol Clube, para Prudentópolis Futebol Clube. O motivo, foi a busca de melhor identificar a agremiação, com sua cidade. A mudança marcou a sua ascensão para a elite do futebol do estado em 2014, depois do vice campeonato da Série Prata.
Desta vez o Tigre esqueceu a péssima campanha de 2010, consolidou-se como surpresa do campeonato, sagrando-se Campeão do Interior em 2014, ano do centenário da federação paranaense de futebol, o que lhe rendeu também a 6ª colocação geral no campeonato.
Em 2015 a expectativa era de uma campanha ainda melhor, talvez com uma classificação para a série D do brasileiro. Infelizmente novas decisões erradas fizeram a equipe prudentopolitana ter a pior campanha de uma equipe da cidade em campeonatos paranaenses da primeira divisão sendo rebaixada à divisão de acesso sem vencer sequer uma partida.
A diretoria então resolveu apostar em jovens pra tentar buscar o acesso em 2016, apostou também no treinador Kokan, conhecido por boas campanhas nas categorias de base no estado. As apostas deram resultado e tanto Prudentópolis, quanto Cianorte passearam na divisão de acesso daquele ano, conquistando o acesso sem muitas dificuldades.
Em 2017 novamente a apreensão, o bom treinador Kokan não renovou com o tricolor, causando apreensão no torcedor prudentopolitano, que via Milton do Ó com desconfiança. Porém apesar de um elenco a certo ponto limitado a equipe contou com bom futebol e até com sorte, para chegar às quartas de finais da primeira divisão estadual, fazendo junto com a equipe do Maringá, possivelmente o melhor jogo da competição, diante de um Newton Agibert lotado. A sorte veio quando a equipe do J.Malucelli escalou irregularmente um jogador por três rodadas, causando o seu rebaixamento, fazendo com que o Prude além de conquistar uma vaga no campeonato brasileiro da série D terminar o certame em 5º, a melhor colocação da equipe desde a sua fundação.
Novamente a expectativa era boa, rolou até uma possível parceria com o Santos em 2018, mas outra vez Prudentópolis decepcionou-se, primeiro com a escolha do treinador por parte da diretoria, depois com a pifia campanha no estadual, que só não foi idêntica a de 2015 porque já rebaixado o tricolor morreu abraçado com o União de Francisco Beltrão ao vencer na última rodada.
Na divisão de acesso de 2019 a expectativa era de repetir a campanha de 2016 e retornar já no ano seguinte à primeira divisão, apesar das dificuldades a equipe chegou às semifinais e só não conquistou o acesso por conta de erros da arbitragem e principalmente por faltar duas ou três peças a mais para dar consistência à equipe.
Na divisão de acesso de 2020, o clube acabou sendo eliminado na primeira fase, empatado em pontos com o Araucária o clube não conseguiu a classificação pelo saldo de gols.[carece de fontes?]
Na divisão de acesso de 2021, o clube correu o risco de rebaixamento, terminou na oitava colocação a apenas uma posição da zona de rebaixamento. Segundo Luiz Carlos, vice-presidente do clube, o Prudentópolis saiu prejudicado de alguns jogos. “O jogo contra o Nacional-PR, arbitragem nos prejudicou muito marcando um pênalti, uma falta que não foi e ainda expulsou três atletas importantes. Em outra partida contra o Verê a equipe estava desfalcada, a arbitragem deu mais dois pênaltis que não foi e mais expulsões. Foi muito complicado”, desabafou.
No ano de 2022, o clube vinha com expectativas para o acesso naquele ano, o que não aconteceu, o clube foi rebaixado na lanterna do campeonato com 4 pontos.
No ano de 2023, o clube terminou na terceira posição do grupo A na Terceira Divisão, assim sendo eliminado. Porém, o Iraty foi punido com a perda de 7 pontos pela escalação irregular de dois atletas nas duas primeiras rodadas da competição. Assim classificando o Prudentópolis, Nas semi-finais contra o Nacional-PR, o clube segurou um 0 a 0 em Prudentópolis no jogo de ida, na volta em Rolândia o clube foi superado pelo placar de 3 a 0 e foi eliminado da competição.

## Estádio
O Estádio Newton Agibert, é a casa do Prudentópolis, sua capacidade é de 3.090 espectadores. Sua inauguração, foi em 12 de agosto de 1987, em partida realizada pelo já extinto Prudentópolis Esporte Clube e o Coritiba.

## Títulos
| Estaduais | Estaduais                                | Estaduais | Estaduais  |
|           | Competição                               | Títulos   | Temporadas |
| --------- | ---------------------------------------- | --------- | ---------- |
|           | Campeonato Paranaense do Interior        | 1         | 2014       |
|           | Campeonato Paranaense - Segunda Divisão  | 1         | 2009       |
|           | Campeonato Paranaense - Terceira Divisão | 1         | 2008       |

### Campanha de destaque
- Vice-Campeão da Recopa Sul-Brasileira: 2009
- Vice-Campeão da Divisão de Acesso Paranaense: 2013 e 2016

## Estatísticas

### Participações
|  | Participações em 2024 |

| Competição | Competição            | Temporadas | Melhor campanha     | Estreia | Última | P | R |
| Paraná     | Campeonato Paranaense | 5          | 6º colocado (2017)  | 2010    | 2018   |   | 3 |
| Paraná     | Segunda Divisão       | 9          | Campeão (2009)      | 2009    | 2022   | 3 | 1 |
| Paraná     | Terceira Divisão      | 3          | Campeão (2008)      | 2008    | 2024   | 1 |   |
| Brasil     | Série D               | 1          | 43º colocado (2018) | 2018    | 2018   | – |   |